# Дип Импакт
Дип Импакт (англ. Deep Impact) — космический аппарат НАСА, предназначенный для изучения кометы Темпеля 1. Аппарат впервые в истории сбросил на комету зонд, который протаранил её поверхность, предварительно сфотографировав её с близкого расстояния. Курировал проект астрофизик Майкл Ахерн. Название миссии схоже с названием кинофильма 1998 года Deep Impact, в котором комета поражает Землю. Учёные из миссии и создатели фильма работали независимо друг от друга примерно в одно и то же время.

## Конструкция
Космический аппарат состоял из двух основных секций: отстреливаемого ударного устройства «Smart Impactor» («импактор»), который врезался в комету, и «Flyby» («Облёт»), который снимал комету с безопасного расстояния во время удара.
Секция «Облёт» размером около 3,2 метров в длину, 1,7 метров в ширину и 2,3 метров в высоту состояла из корпуса, двигательной установки, двух солнечных батарей, противопыльного экрана, пары телескопов оптической навигации и нескольких научных инструментов, в том числе фотокамеры высокого (HRI) и среднего (MRI) разрешения. HRI могла делать снимки не только в видимом, но и в инфракрасном свете, так как в её состав входил инфракрасный спектрометр «Spectral Imaging Module» (SIM). МРI была резервным устройством и использовалась для навигации во время окончательного 10-дневного подлёта. МРI включала в себя колёсный набор фильтров.
370-килограммовый «импактор» (49 % меди по массе), также называемый «Cratering Mass», включал в себя ядро из 100 % меди, испарение которой не помешало бы измерению состава ядра кометы. Импактор был оборудован камерой, аналогичной MRI. При приближении к комете она позволила сделать снимки ядра кометы с разрешением 0,2 метра (7,9 дюймов) на пиксель.

## Миссия к комете Темпеля

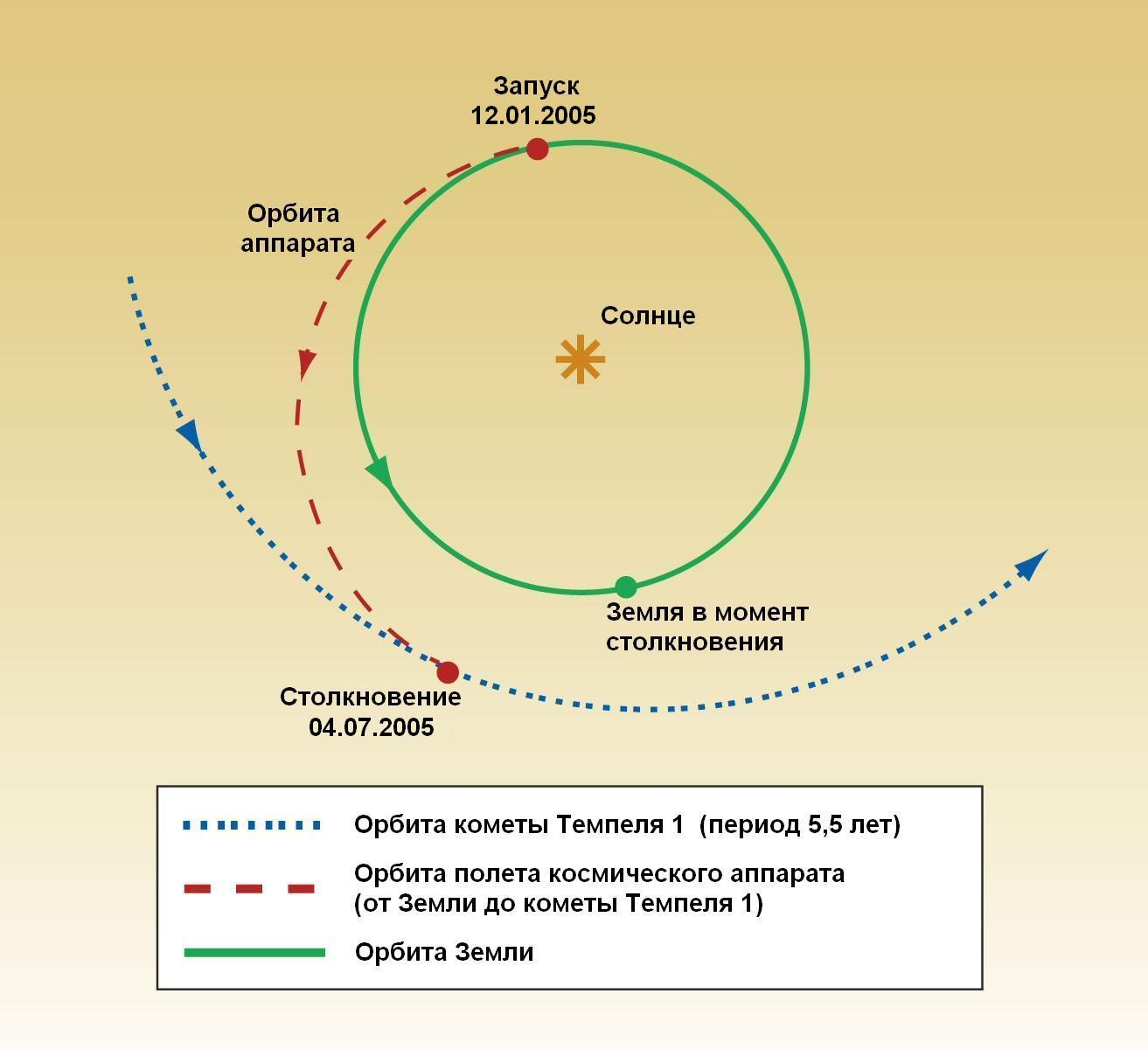
Траектория полёта Дип Импакт

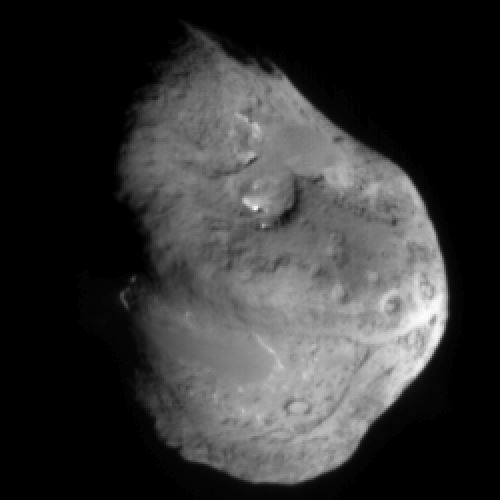
Ядро кометы Темпеля (фотография аппарата Дип Импакт)

Аппарат был запущен 12 января 2005 года. При подлёте импактора к поверхности кометы камера сфотографировала её с высоким разрешением в режиме реального времени. Последний снимок был сделан за 3,7 секунды перед ударом, после чего импактор вместе с камерой были разрушены.
4 июля 2005 года импактор столкнулся с кометой на относительной скорости около 10 км/сек, вызвав выброс кометного вещества массой около 10 тыс. тонн — энергия столкновения была приблизительно эквивалентна взрыву пяти тонн динамита. Из-за выброса данного газопылевого облака яркость кометы кратковременно увеличилась в 6 раз.
Анализ состава выброшенного вещества показал, что комета состоит из водяного льда, летучих фракций, карбонатов, полиядерных ароматических углеводородов, сульфидов и других компонентов. Химический состав оказался не соответствующим ранее принятым моделям. Некоторые из обнаруженных минералов образуются при температурах 1100—1200 К.
В то же время, в составе были обнаружены летучие газы, которые стабильны лишь при температуре ниже 100 К. Это говорит о том, что комета содержит в себе смеси материалов, которые образовывались в разных условиях и, возможно, в разное время и в разных местах.
Последующие наблюдения обнаружили ударный кратер, образованный зондом: диаметр кратера составляет около 100 м при глубине около 30 м.

## EPOXI — расширенная миссия

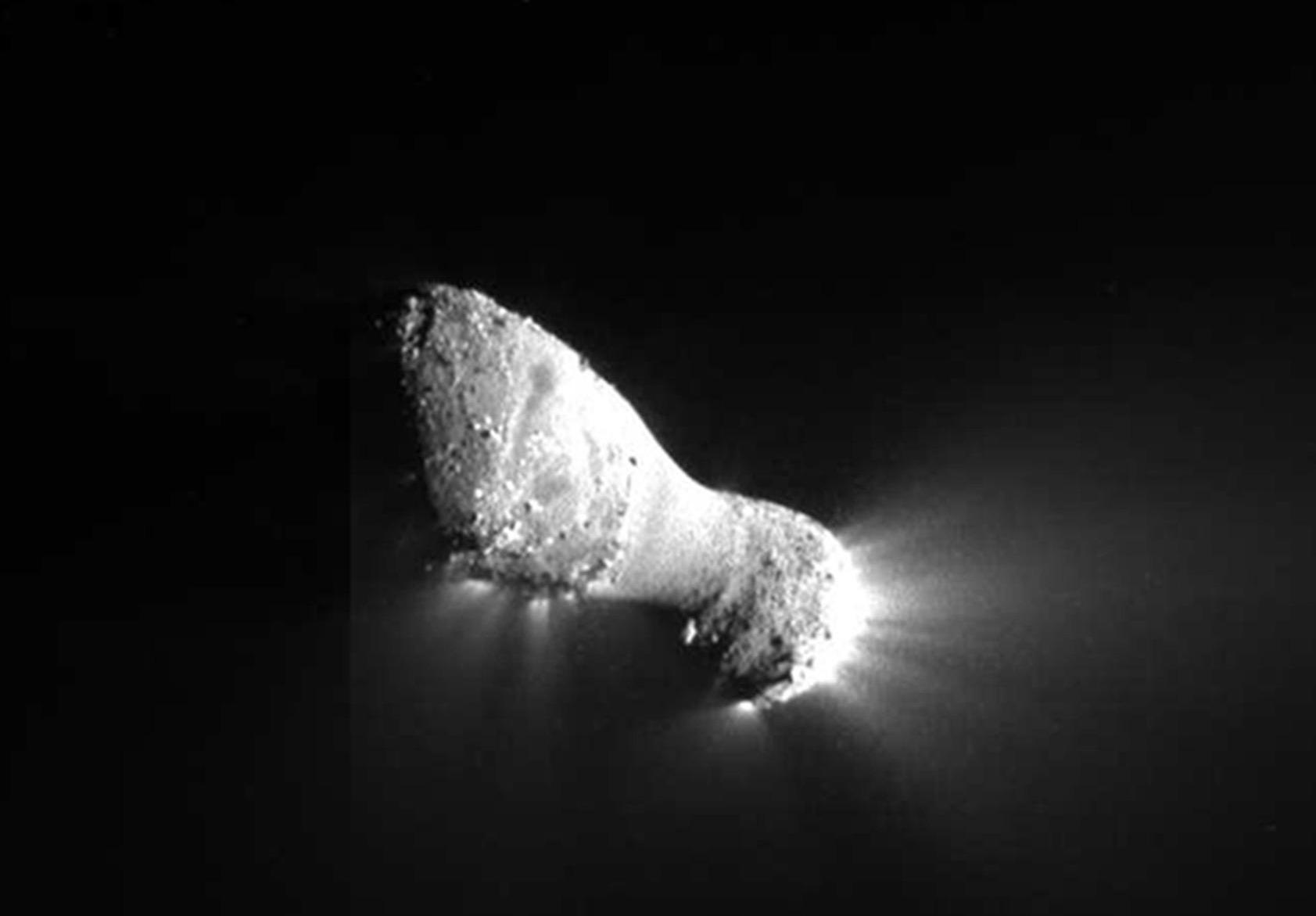
Ядро кометы 103P/Хартли (фотография аппарата Дип Импакт)

После пролёта кометы Темпеля орбитальная часть аппарата оставалась в работоспособном состоянии на орбите вокруг Солнца. НАСА приняло решение направить его к комете 103P/Хартли, пролёт мимо которой состоялся 4 ноября 2010 года.
Аппарат в самой близкой точке сблизился с кометой на расстояние около 700 километров. Ядро кометы 103P/Хартли самое маленькое из всех снятых в настоящее время (2010 год): в длину оно составляет всего около 2 километров.

#### DIXI
При сближении с кометой 103P/Хартли бортовой аппаратуре удалось обнаружить необычные струи газа и пыли, срывающиеся с поверхности концов кометы. Некоторые частицы в составе струй достигали размеров баскетбольного мяча.
По инфракрасному спектру учёные определили, что струя состоит из сублимирующего углекислого газа, подхватывающего и уносящего снег и льдинки.

## Окончание миссии
Последний успешный сеанс связи с КА состоялся 8 августа 2013 года, после чего связь с ним была утеряна. 20 сентября 2013 года NASA объявила о завершении миссии. По предварительным оценкам, обрыв связи возник из-за потери ориентации аппарата в пространстве, вызванной сбоем в работе компьютерной программы зонда.
По одному из предположений, ошибка связана с переполнением счётчика времени в модуле защиты от сбоев. Если в нём для учёта времени использовалось количество десятых секунды, прошедших с 1 января 2000 года, то 11 августа 2013 года счётчик достиг величины 2^32 и переполнился (сходная проблема ожидается в 2038 году для обычных ПК). После переполнения счётчика модуль начал вызывать перезагрузки бортового компьютера.

Вид с ударника зонда «Дип Импакт» в последние минуты перед его столкновением с кометой 9P/Темпеля